# Mesorhaga tsurikovi
Mesorhaga tsurikovi är en tvåvingeart som beskrevs av Grichanov 1998. Mesorhaga tsurikovi ingår i släktet Mesorhaga och familjen styltflugor. Inga underarter finns listade i Catalogue of Life.